# 데이터 이관
데이터 이관 또는 데이터 마이그레이션(Data migration)은 데이터를 선택, 준비, 추출 및 변환하여 한 컴퓨터 스토리지 시스템에서 다른 컴퓨터 스토리지 시스템으로 영구적으로 전송하는 프로세스이다. 또한 이관된 데이터의 완전성을 검증하고 레거시 데이터 스토리지를 폐기하는 것은 전체 데이터 마이그레이션 프로세스의 일부로 간주된다. 데이터 마이그레이션은 모든 시스템 구현, 업그레이드 또는 통합을 위한 주요 고려 사항이며 일반적으로 가능한 한 자동화되는 방식으로 수행되어 인적 자원이 지루한 작업에서 해방된다. 데이터 마이그레이션은 서버 또는 스토리지 장비 교체, 유지 관리 또는 업그레이드, 애플리케이션 마이그레이션, 웹 사이트 통합, 재해 복구, 데이터 센터 재배치를 비롯한 다양한 이유로 발생한다.

## 같이 보기
- 디지털 아카이브
- 추출, 변환, 적재
- 시스템 이관